# Setting Fires
"Setting Fires"  é uma canção da dupla de DJs estadunidense The Chainsmokers, gravada para o seu segundo extended play (EP) Collage. Conta com a participação da dupla compatriota XYLØ. Foi composta pelo integrante Andrew Taggart com o auxílio de Melanie Fontana e Jon Asher, enquanto a produção ficou a cargo da dupla em conjunto com Jordan "DJ Swivel" Young.  O seu lançamento ocorreu em 4 de novembro de 2016, através das gravadoras Disruptor Records e Columbia Records, servindo como o quarto single do projeto.

## Desempenho nas tabelas musicais

### Posições
| Tabela musical (2016)                 | Melhor posição |
| ------------------------------------- | -------------- |
| Austrália (ARIA Charts)               | 50             |
| Áustria (Ö3 Austria Top 40)           | 57             |
| Bélgica (Ultratip de Flandres)        | 10             |
| Bélgica (Ultratip da Valônia)         | 27             |
| Canadá (Canadian Hot 100)             | 35             |
| Escócia (The Official Charts Company) | 26             |
| Eslováquia (IFPI Slovenská Republika) | 42             |
| Estados Unidos (Billboard Hot 100)    | 71             |
| Países Baixos (MegaCharts)            | 84             |
| Reino Unido (UK Singles Chart)        | 55             |
| Chéquia (IFPI Česká Republika)        | 31             |
| Suécia (Sverigetopplistan)            | 92             |
| Suíça (Schweizer Hitparade)           | 73             |